# Dommathamari, Pavagada
Dommathamari là một làng thuộc tehsil Pavagada, huyện Tumkur, bang Karnataka, Ấn Độ.